# Florian Gamper
Florian Gamper (* 6. August 1972 in Stuttgart) ist ein ehemaliger deutscher Leichtathlet und Sohn von Peter Gamper, der ebenfalls als Leichtathlet bekannt war.

## Karriere
Seine Spezialdisziplin war der 200-Meter-Lauf mit einer Bestleistung von 20,94 s. Der größte Erfolg war der Sieg bei den Deutschen Hallenmeisterschaften 1997 in Dortmund über 200 Meter in 20,97 s. Damit liegt er auf Platz 13 der ewigen deutschen Hallenbestenliste. Diese Zeit ist auch der aktuelle hessische Landesrekord.
In seiner aktiven Zeit war Florian Gamper 1,89 m groß und 83 kg schwer.
Im Jahr 2001 gewann er mit seinem Verein, dem SV Salamander Kornwestheim in Stuttgart den
Deutschen Meistertitel in der 4-mal-100-Meter-Staffel mit Alexander Richling, Christian Schacht und Tobias Unger in 39,32 s.
2005 erklärte er nach 15 Jahren Leistungssport seinen Rücktritt und tritt seither nur noch bei Staffelwettbewerben für seinen Verein an. 2008 lief er in der Vorbereitung auf die Deutschen Meisterschaften für die 4-mal-100-Meter-Staffel zwei deutsche Seniorenrekorde M35.

## Erfolge
- 1990–1999 Mehrmaliger Hessischer Meister über 100 und 200 Meter
- 1992–2004 2 × 7. Platz, 2 × 5. Platz, 2 × 3. Platz bei den Deutschen Meisterschaften über 200 Meter
- 1992 Platz 3 bei den Militär-Weltmeisterschaften (CISM) in Tours
- 1997 Deutscher Hallenmeister 200 Meter
- 1997 Platz 2 Deutsche Hallenmeisterschaften 4-mal-200-Meter-Staffel
- 1998 Platz 3 Deutsche Meisterschaften 200 Meter
- 1999 Deutscher Hochschulmeister 200 Meter
- 1999 Platz 3 Deutsche Meisterschaften 200 Meter
- 2001 Deutscher Hallenmeister 4-mal-200-Meter-Staffel
- 2001 Deutscher Meister 4-mal-100-Meter-Staffel
- 2005 Platz 5 bei den Deutschen Meisterschaften 200 Meter
- 2005 Platz 3 mit der 4-mal-100-Meter-Staffel bei den Deutschen Meisterschaften
- 2006 Platz 3 mit der 4-mal-400-Meter-Staffel bei den Deutschen Hallenmeisterschaften
- 2008 Platz 5 mit der 4-mal-100-Meter-Staffel bei den Deutschen Meisterschaften
- 2008 Deutscher Rekord M35:
  - 100 m: 10,68 s
  - 200 m: 21,47 s

## Bestzeiten
- 100 m: 10,41 s
- 200 m: 20,94 s
- 400 m: 47,57 s
- 200 m Halle: 20,97 s

## Vereine
- 1978–1985 TG Nieder-Roden
- 1986–1988 SV Weiskirchen
- 1989–1991 LG Hanau
- 1992–1996 LAZ Bruchköbel
- 1997–1999 Eintracht Frankfurt
- seit 2000 LAZ Salamander Kornwestheim Ludwigsburg

## Beruflich
Florian Gamper hat 2000 an der FH Frankfurt Allgemeine Informatik studiert und mit Diplom abgeschlossen.